# 岸和田市立葛城中学校
岸和田市立葛城中学校（きしわだしりつ かつらぎちゅうがっこう）は、大阪府岸和田市土生町にある公立中学校。

## 沿革
岸和田市で最初の中学校の一つとして、1947年の学制改革と同時に創立した。当初は「岸和田市立第四中学校」の名称だったが、岸和田市立中学校に番号順の校名ではなく地名などを取り入れた名称に変更する方針が出されたことに伴い、1949年に現在の校名に改称している。校名はかつての泉南郡東葛城村に由来するとされるが、所在地はかつての同郡土生郷村であり、校区もかつての同郡有真香村を含む3村であった。
- 1947年
  - 4月1日 - 岸和田市立第四中学校として開校。旭小学校、修斉小学校、東葛城小学校の3ヶ所に仮校舎を設置。
  - 4月22日 - 開校式を実施。この日を創立記念日とする。
- 1948年7月12日 - 現在地に校舎完成、現在地に一部移転。
- 1949年
  - 3月 - 岸和田市立第三中学校の廃校に伴い、従来の同校校区の一部を編入。
  - 4月1日 - 現在地に完全移転。仮校舎を廃止。
  - 5月9日 - 岸和田市立葛城中学校と改称。
- 1971年4月1日 - 文部省・大阪府教育委員会・岸和田市教育委員会より生徒指導研究推進校に指定される。
- 1993年4月1日 - 岸和田市立土生中学校を分離。
- 1995年4月1日 - 大阪府教育委員会・岸和田市教育委員会より、健康教育研究推進校に指定される。

## 通学区域
- 岸和田市立修斉小学校の通学区域。
- 岸和田市立東葛城小学校の通学区域の一部。
- 岸和田市立天神山小学校の通学区域。

## 交通
- 阪和線 東岸和田駅 南東へ約1.4km。